# Ecclesia semper reformanda
La locuzione latina Ecclesia semper reformanda est è considerata una delle affermazioni fondamentali della Riforma Protestante, in particolare nell'idea del teologo tedesco Martin Lutero. Fa riferimento alla convinzione di gran parte dei teologi protestanti che la chiesa deve continuamente riesaminare sé stessa, per mantenersi sempre fedele, nell'azione e nella dottrina, al messaggio evangelico.
Questa locuzione, però, risale come tale al movimento olandese del XVII secolo della Nadere Reformatie (Seconda Riforma). Nell'ambito della Chiesa riformata olandese, il termine appare per la prima volta pubblicato da Jodocus van Lodenstein, in Beschouwinge van Zion (Contemplazione di Sion), Amsterdam, 1674. Il Van Lodenstein è una figura importante nel Pietismo riformato olandese. Secondo gli esponenti di questo movimento, la Riforma aveva riformato la dottrina della Chiesa, ma la vita e la pratica del popolo di Dio ha sempre bisogno di un'ulteriore riforma. Van Lodenstein e i suoi colleghi fedelmente sostenevano l'insegnamento delle Confessioni di fede e catechismi riformati, e desideravano semplicemente che l'insegnamento della Riforma non solo fosse compreso, ma anche applicato fino in fondo alla vita intera del credente.
Questa locuzione è stata pure usata da riformatori ecclesiastici della Chiesa cattolica, ispirati dal rinnovamento del Concilio Vaticano II degli anni 1960. Quest'ultimo uso appare in un intervento del cardinal Joseph Ratzinger, poi Papa Benedetto XVI, al Meeting di Rimini del 1990, che lo traduce in italiano con "compagnia sempre riformanda"; quindi nel 2009 in una lettera pastorale del vescovo Ralph Walker Nickless, che incoraggia un'ermeneutica di continuità nell'insegnamento e pratica del Cattolicesimo, ma anche da papa Francesco, che l'ha utilizzata in più occasioni, la più solenne delle quali è stata il V Convegno ecclesiale nazionale di Firenze nel 2015.
Questa frase (senza “est”, il che è comune in latino) è pure posta nella bocca della figura del papa Gelasio III (figura di fantasia) nel racconto di Mary Doria Russell “The Children of God” del 1998.